# Steamroller (microarquitectura)
Steamroller es una microarquitectura desarrollada por AMD, como sucesora de Piledriver de principios de 2014. Las APU Steamroller continúan usando módulos de dos núcleos como sus predecesoras, con el objetivo de alcanzar mayores niveles de paralelismo.